# Tritonoturris cumingii
Tritonoturris cumingii é uma espécie de gastrópode do gênero Tritonoturris, pertencente a família Raphitomidae.